# Тлемсен
Тлемсен (араб. تلمسان) — місто на північному заході Алжиру, столиця однойменного вілайяту. Місто має стародавню історію, його називають «перлиною Магрибу». Воно розташоване у глибині Алжиру, на деякій відстані від моря, й оточене виноградниками й оливковими садами. Знамените шкіряною і текстильною промисловістю, а також виробництвом килимів. Тлемсен є також туристичним об’єктом завдяки пам’яткам берберської, арабської, турецької та французької колоніальної культур, що збереглись у ньому.

Назва міста походить від берберських слів «Тала Імсан» (Старолівійським письмом), що означає «сухий струмок». Іноді назву пишуть як «Тлемсан» або «Тилімсен».

## Історія

### Античність. Середньовіччя
Тлемсен засновано римлянами у II столітті під назвою Помарія як військове укріплення. У тому самому столітті воно стало центром діоцезу католицької церкви, а його єпископ Віктор брав участь у Карфагенський собор 411 року. Єпископ Гонорат був вигнаний 484 року королем вандалів Хунеріхом за заперечення аріанства. Аж до арабського завоювання у 708 році у місті було численне християнське населення. Наприкінці VIII й у IX століттях Тлемсен став столицею самостійної держави Бану-Іфран, що управлялась хариджитами . У 1082 році головнокомандувач військами Альморавідів (згодом емір) Юсуф ібн Ташфін заснував місто Таграрт, що пізніше злилось із Помарією й утворило Тлемсен. За часів правління Альмохадів місто стало найбільшим торговельним центром Магрибу. У 1239 році воно перейшло під управління династії Заянідів  та з 1236 до 1554 року було їх столицею.
Прапор Тлемсена представляв синій півмісяць на білому полі, спрямований догори. На короткий період місто було захоплено султаном Маринідів, Абу аль-Хасаном Алі (1337—1348). Після заснування 1236 року, султанат Заянідів істотно розширив свою територію, й на піку свого існування у XV столітті контролював більшу частину Атлаських гір, включно з сучасним Тунісом. У 1509 році іспанці завоювали Оран, після чого постійні атаки берберів змусили їх атакувати Тлемсен. Наступ відбувся 1543 року, що було проголошено римською католицькою церквою хрестовим походом. Іспанцям не вдалось взяти місто, але стратегічно невдале розташування Тлемсена змусило султанів перенести центр ваги держави до Алжира, укріпленої піратської бази.
У часи активної діяльності інквізиції в Іспанії Тлемсен став одним з основних пунктів призначення для євреїв, що рятувались від неї в Магрибі.

### Ранній модерн. Новий час
У 1553 році держава Заянідів стала протекторатом Османської імперії, яка вела морську війну з Іспанією у Середземному морі. 
Тлемсен був частою ареною мароккансько-османських воєн. Зокрема, 1554 року місто захопив марокканський султан Мухаммад аш-Шейх, який скинув місцевого правителя. Наступний марокканський правитель Абдаллах аль-Галіб вдруге підкорив Тлесмен 1558 року.
У 1671 році Тлемсен та інші алжирські провінції знову стали фактично незалежними, хоча столицю держави було перенесено до Алжира, і значення Тлемсена істотно зменшилось. Іспанців було вигнано з Орана у 1792 році, але за тридцять років їм на зміну прийшли французи, що зайняли місто Алжир. У 1830 році, після бомбардування Алжира з моря, дей капітулював і визнав французьку колоніальну владу, однак опір Алжиру тривав у внутрішніх областях Алжиру й координувався з Тлемсена. Спротив очолював емір Абд аль-Кадір, з поразкою якого 1844 року влада в Алжирі цілком перейшла до Франції.
Тлемсен був популярним як місце відпочинку для французького населення в Алжирі, завдяки більш помірному клімату, ніж в Алжирі й Орані. Він не взяв помітної участі у русі за незалежність Алжиру в середині XX століття.

## Пам’ятки
Близько 45 будівель і споруд у Тлемсені й околицях офіційно віднесені до пам’ятників архітектури й історії. Серед них такі:
- Тлемсенська соборна мечеть – заснована 1086 року і являє собою, разом із соборними мечетями Алжира й Недроми, одну з останніх споруд Альморавідів. прикраси Міхраба нагадують Соборну мечеть Кордови.
- Мешуар — палац Абдальвадідів. Був зруйнований у колоніальний період, від нього залишилась тільки зовнішня стіна.
- Мечеть Сіді-Бельхассен — зведена 1296 року абдальвадідським султаном Отманом, нині містить міський музей.
- Мансура — єдина споруда у місті, що залишилась від короткого періоду правління Марінідів у XIV століття, мінарет та стіни, що знаходяться у західному передмісті Тлемсена.
- Медіна Ель-Еуббад — мечеть та медресе на скелястому плато, побудовані Марінідами у XIV столітті. Містить також мавзолей Сіді Бумедьена, мусульманського богослова, що вшановується як покровитель Тлемсена.
- Могила Рабб Альн Кауа – місце паломництва єврейської громади Тлемсена.
- Плато Лалла Сетті — домінує над містом, з плато відкриваються панорами Тлемсена.

## Відомі уродженці
- Мохаммед Діб (1920—2003) — видатний алжирський письменник.
- Патрік Брюель (1959) — французький співак та кіноактор.